# TS Entertainment
TS Entertainment (hangul: 티에스엔터테인먼트) är ett sydkoreanskt skivbolag och en talangagentur bildad år 2008 av Kim Tae-song.

## Artister

### Nuvarande
|       |
| B.A.P |

|         |
| Hyosung |

|       |
| Jieun |

|        |
| Secret |

|         |
| Sonamoo |

|             |
| Untouchable |

|         |
| Yongguk |